# Hidefumi Toki
Hidefumi Toki (jap. 土岐 英史, Toki Hidefumi; * 1. Februar 1950 in Kōbe, Präfektur Hyōgo; † 26. Juni 2021) war ein japanischer Jazzmusiker (Alt- und Sopransaxophon).
Hidefumi Toki arbeitete ab den späten 1960er-Jahren in der japanischen Jazzszene; bereits 1971 nahm er mit Masahiko Satoh, Masahiko Togashi, Joe Mizuki, Hozumi Tanaka, Isamu Harada und Toshiyuki Miyamas New Herd Orchestra sein Debütalbum Toki (Polydor) auf. In den folgenden Jahren spielte er  u. a. mit Sadao Watanabe, Kazumi Watanabe, Shigeharu Mukai und mit Yoshio Otomo in der gemeinsamen Formation Alto-Madness (LP Lover Man). 1975 legte er in Quartettbesetzung (mit Kazumi Watanabe, Nobuyoshi Ino, Steve Jackson)  das Album Toki (Three Blind Mice) vor, gefolgt von Sky View (an dem neben seinem Quartett auch Mikio Masuda mitwirkte). Mit Warren Smith nahm er die EP Duologue/Heritage (RCA, 1977) auf, mit Reggie Workman, Joe Chambers, Tommy Flanagan 1978 das Album City (Baystate).
In den frühen 1980er-Jahren spielte Toki mit Naoya Matsuoka (Pacific Jam) und seiner Band Toki & Samba Friends die Produktion Brazil (ブラジル, Burajiru; 1981) ein, die neben Eigenkompositionen auch Titel von Ary Barroso, Durval Ferreira und Antônio Carlos Jobim enthielt; auf der Funk-orientierten Produktion 1:00 A.M. (Meldac) spielte er u. a. mit Leon Ndugu Chancler, Patrice Rushen, David T. Walker und Freddie Washington. Ferner war er in den 1980er- und 90er-Jahren in Aufnahmen von Yasuko Agawa, Tohru Tsuzuki, Masahiro Andoh, Shinobu Ito, Masato Imazu und Masahiko Satoh zu hören. Der Diskograf Tom Lord listet eine Beteiligung an 28 Aufnahmesessions im Bereich des Jazz zwischen 1971 und 2009.

## Diskographische Hinweise
- Toki (TBM, 1975)
- Hidefumi Toki Quartet Featuring Mikio Masuda: Sky View (1976)
- City (Fun House, 1978)
- Brasil (Fun House, 1981)
- 1:00 A. M. (Meldac, 1988)
- In a Sentimental Mood (Fun House, 1992), mit Hiromasa Suzuki, Soichi Noriki, Ikuo Sakurai, Motohiko Hino
- The Good Life (Fun House, 1993), mit Manabu Oishi, Benisuke Sakai, Motohiko Hino
- Night Cruise (Fun House, 1995), mit Manabu Oishi, Fumio Nishiyama, Junichiro Matsukawa, Hideki Matsubara, N. Numazawa
- The One (Space Shower Music, 2008)
- 6/6 Six Sixths (Ragmania, 2011)
- Missing What? (Vivid Sound, 2016)
- Black Eyes (Days of Delight, 2018, mit Hikari Ichihara, Mayuko Katakura, Yasuhiko Satō, Shingo Okudaira)
- Little Boy’s Eyes (Days of Delight, 2021, mit May Inoue, Ryo Ogihara)